# Santiago Ballester Casabuena
Santiago Ballester Casabuena (7 de gener de 1966) és un empresari, home de negocis i polític valencià. És regidor de l'Ajuntament de València pel Partit Popular (PP) des de l'any 2019. A l'Ajuntament, Ballester és, a més de regidor, vocal de la Junta Central Fallera i membre de la junta local de Protecció Civil.
Tot i figurar en les llistes del PP, Santiago Ballester no està afiliat al partit. Relacionat amb el món de les falles, Ballester ha estat president infantil i adult de la falla del Convent Jerusalem-Matemàtic Marzal, al barri de La Roqueta, així com també president de la categoria de secció especial. Santiago Ballester es graduà del Batxillerat al col·legi El Vedat de Torrent i va començar a treballar al sector de la venda de l'automòbil a mitjans de la dècada de 1990.